# Стршешовиці
Стржешовіце (чеськ. Střešovice) — міська частина Праги, розташована в районі Прага 6. Розташовується між мікрорайонами Дейвіце, Воковице, Велеславин, Бржевнів і Градчани. На своїй території не має жодної станції метро. Стржешовіце невеликий район, але у ньому є важлива пам'ятка — костел Святого Норберта, побудований в 19-му столітті.

## Походження назви
993 року зареєстровано поєднання «apud villam Tressowicz», з 1845 року — Стржешовіце. Передбачалося, що спочатку назва була «Стржешовіце» або «Стржиєшовіце» від власного імені — «Стршеш» або «Стршіеша». Але все ще немає однозначних відомостей про походження назви «Стржешовіце».

## Історія
Спочатку Стржешовіце належало до королівського майна, 1143 були подаровані Страговскому монастирю. В 1358 році Карл IV наказав вирубувати ліси і розводити виноградники.
Більшість історичних назв цих місць зобов'язане своїм походженням виноградникам. Наприклад, Оржеховка, яка згодом стала садом Боржековка і була куплена Яном Криштофом Боржеком в 1720 році. Андел, коли-то майно Страговського монастиря, отримав свою назву на честь Діви Марії, покровительки ангелів; її скульптура була встановлена у дворі. Вулиця «Na bateriích» названа по гарматних батарей прусської армії, які були тут розставлені в 1757 році.

## Частини району Стржешовице
- Старе Стржешовице (Велика Стршешовице) —частина району, яка розташовується на півночі стржешовицкого пагорба.
- Стржешовички (Мале Стржешовице) — знаходиться навпроти Великого Стршешовице на південній стороні стржешовицкого пагорба, на якому знаходиться костел святого Норберта.
- Оржеховка — частина Стршешовиц, яка стала забудовуватися тільки в першій половині 20-го століття. Побудована за проектом Ярослава Вондрака і Яна Шенкиржа. Центр Оржеховки знаходиться на Махаровой площі будівлі кіноцентру «Оржеховка».
- Батерие — частина району, яка розташовується між Стршешовицами і Бржевновом. Простір району Батерие обмежена з півдня вулицею На Батериих, на півночі знаходяться стржешовицкие скелі, на заході

у Бржевнові розташовується Військова Лікарня, на сході район кінчається площею «пржед Батериеми».
Також в Стржешовице входять зовсім невеликі райони, такі як: Петинка, Анделка, Губалка і Малованка.

## Вулиці
Buštěhradská, Cukrovarnická, Dělostřelecká, Farní, Hládkov, K Bateriím, Klidná, Lomená, Macharovo nám., Malá, Myslbekova, Nad Hradním vodojemem, Nad Octárnou, Nad Panenskou, Nad Petynkou, Na Dračkách, Nad Vojenským hřbitovem, Na Bateriích, Na Hubálce, Na Klínku, Na Kocourkách, Na Malovance, Náměstí Před bateriemi, Na Ořechovce, Na Petynce, Na Pěkné vyhlídce, Na Průseku, Norbertov, Nový Lesík, Otevřená, Pevnostní, Pod Andělkou, Pod Bateriemi, Pod Hradbami, Pod Kostelem, Pod Ořechovkou, Pod Novým lesem, Pod Vyhlídkou, Sibeliova, Slunná, Spojená, Starostřešovická, Strmá, Střešovická, Špálova, U Andělky, U Laboratoře, U Podchodu, U Přechodu, U Střešovických hřišť, U Šesté baterie, V Průhledu, Ve Střešovičkách, Východní, Za Hládkovem, Západní, Za Pohořelcem, Za Průsekem, Zbrojnická

## Транспорт
- Трамваї: 1, 2, 18, 25
- Автобуси: 143, 174, 180, 216

## Персоналії
- Актори: Ярослава Адамова, Володимир Брабец, Верба Янжурова, Станіслав Ремунда, Сабіна Ремундова, Теодора Ремундова, Їржі Сухі, Йиржина Шворцова та Ян Тржиска;
- Поети: Богуміла Грегерова та Йосеф Гиршал;
- Художники: Еміл Філла, Карел Голан, Мирослав Голи і Вацлав Шпала;
- Скульптори: Богуміл Кафка, Курт Гебауер і Карел Стадник;
- Композитори: Іша Крейчі, Павло Боржковец і багато інших.

## Світлини

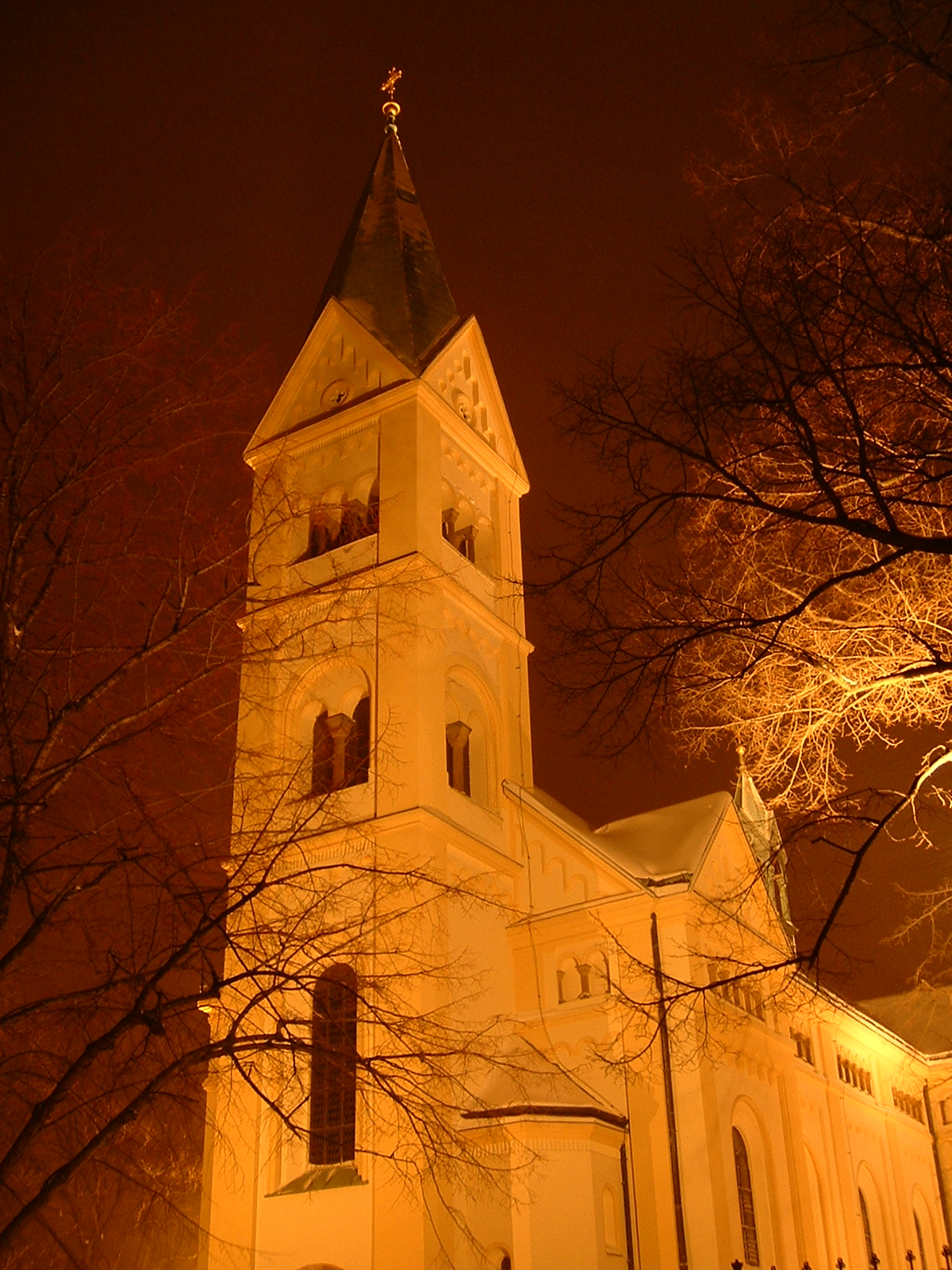
Костел святого Норберта
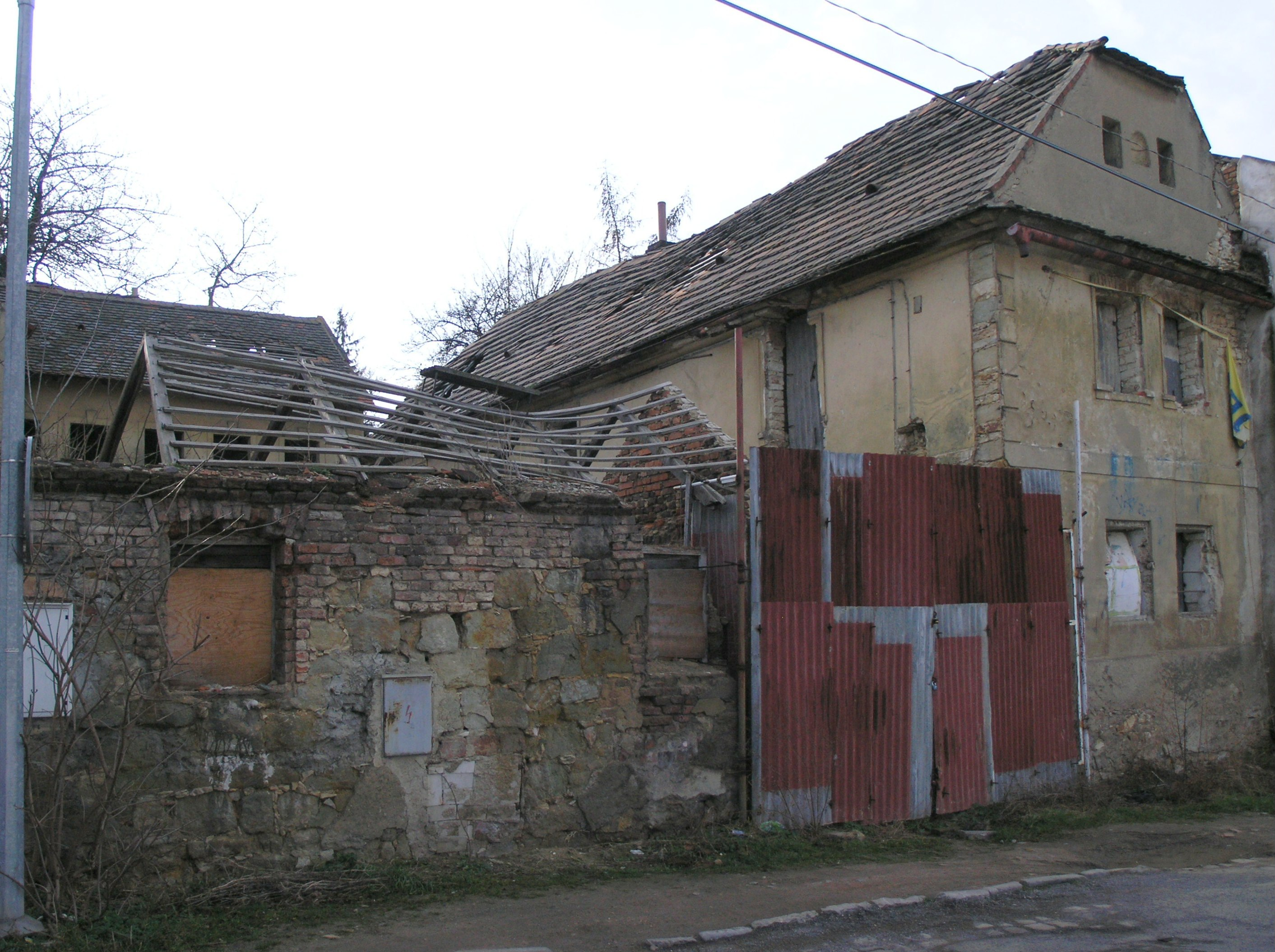
Розвалюється будинок в Старих Стржешовицах
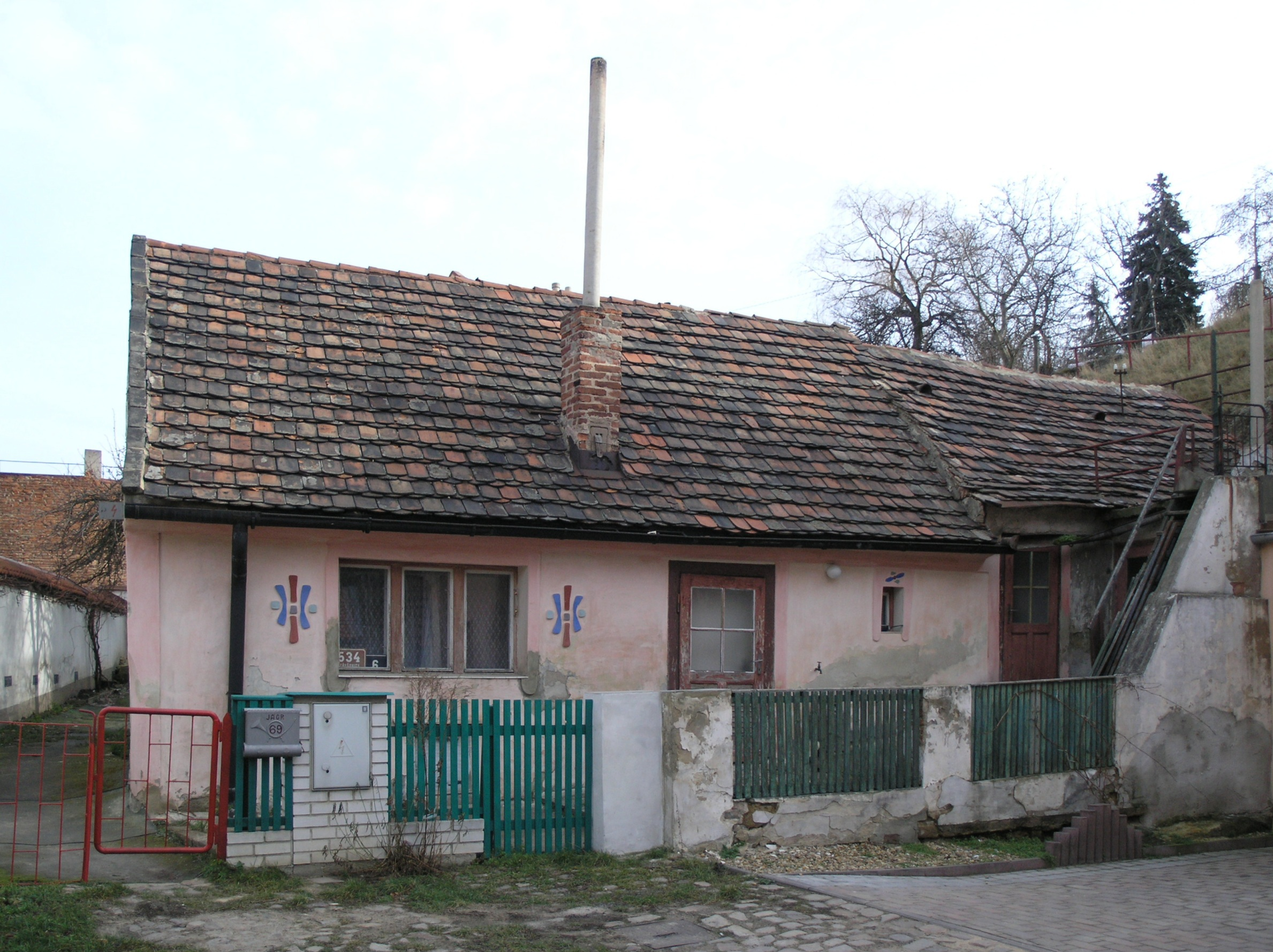
Типовий старий будинок в Стржешовице
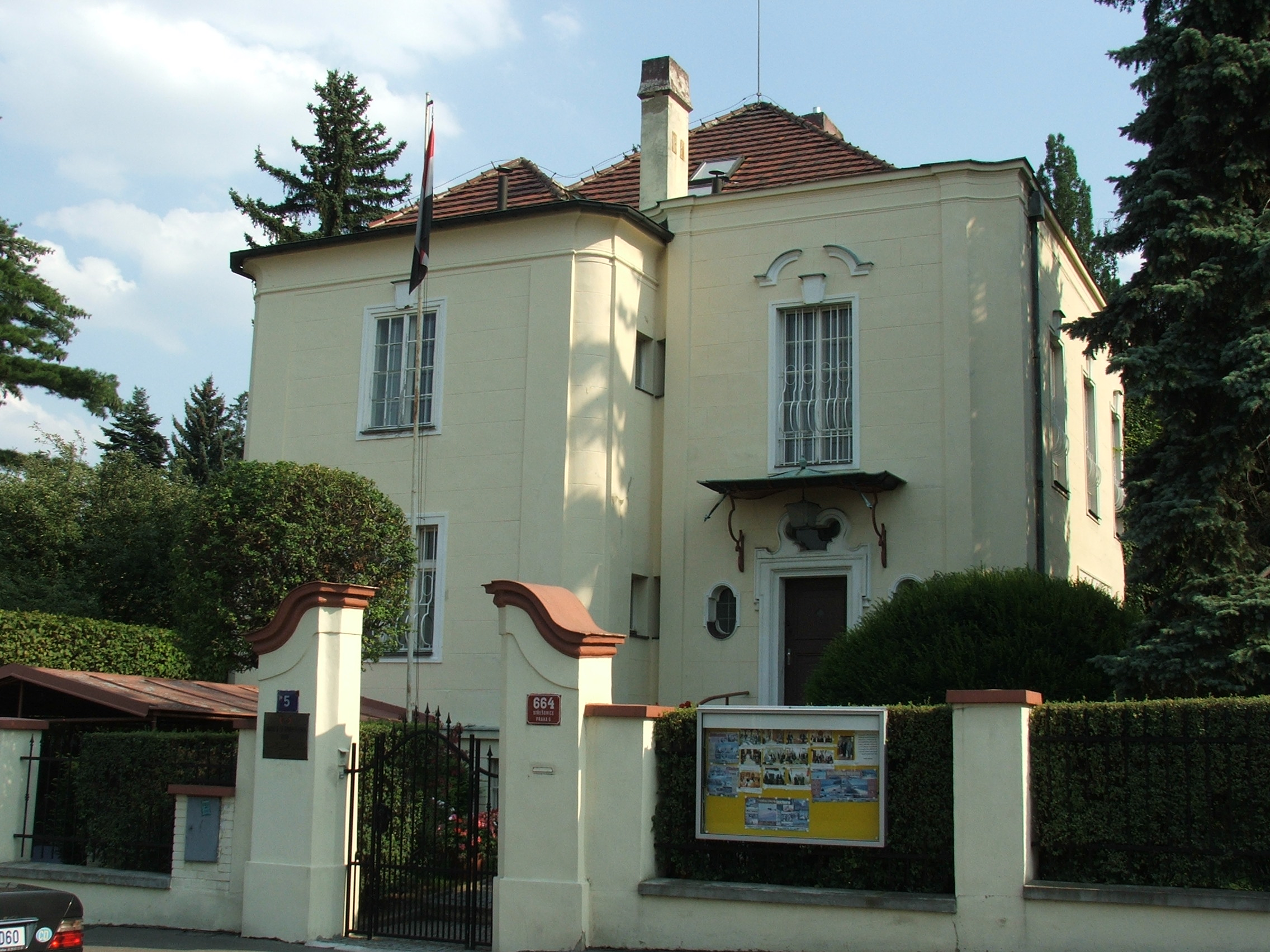
Вілла на Оржеховке
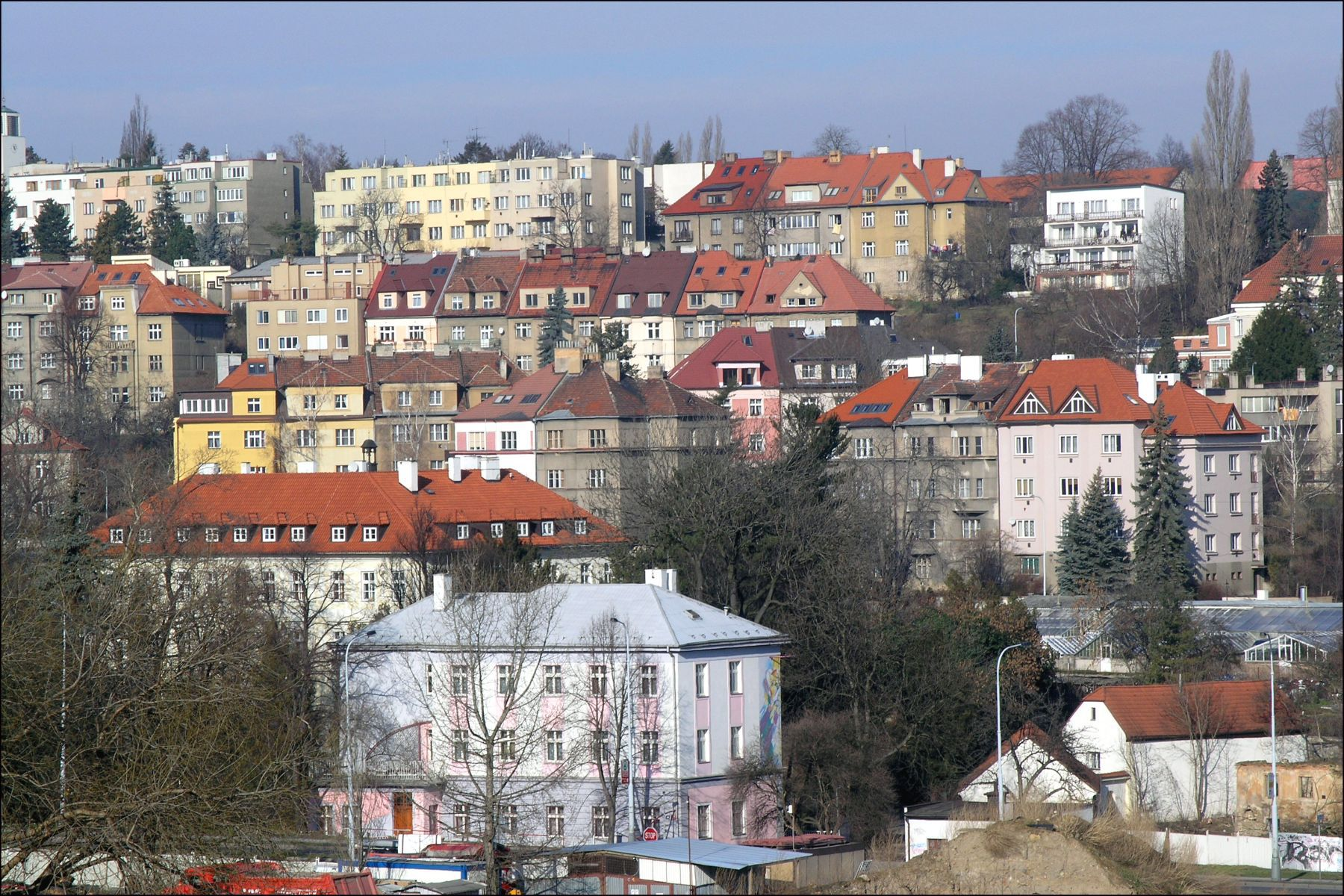
Вид з Бржевнова на Стржешовице
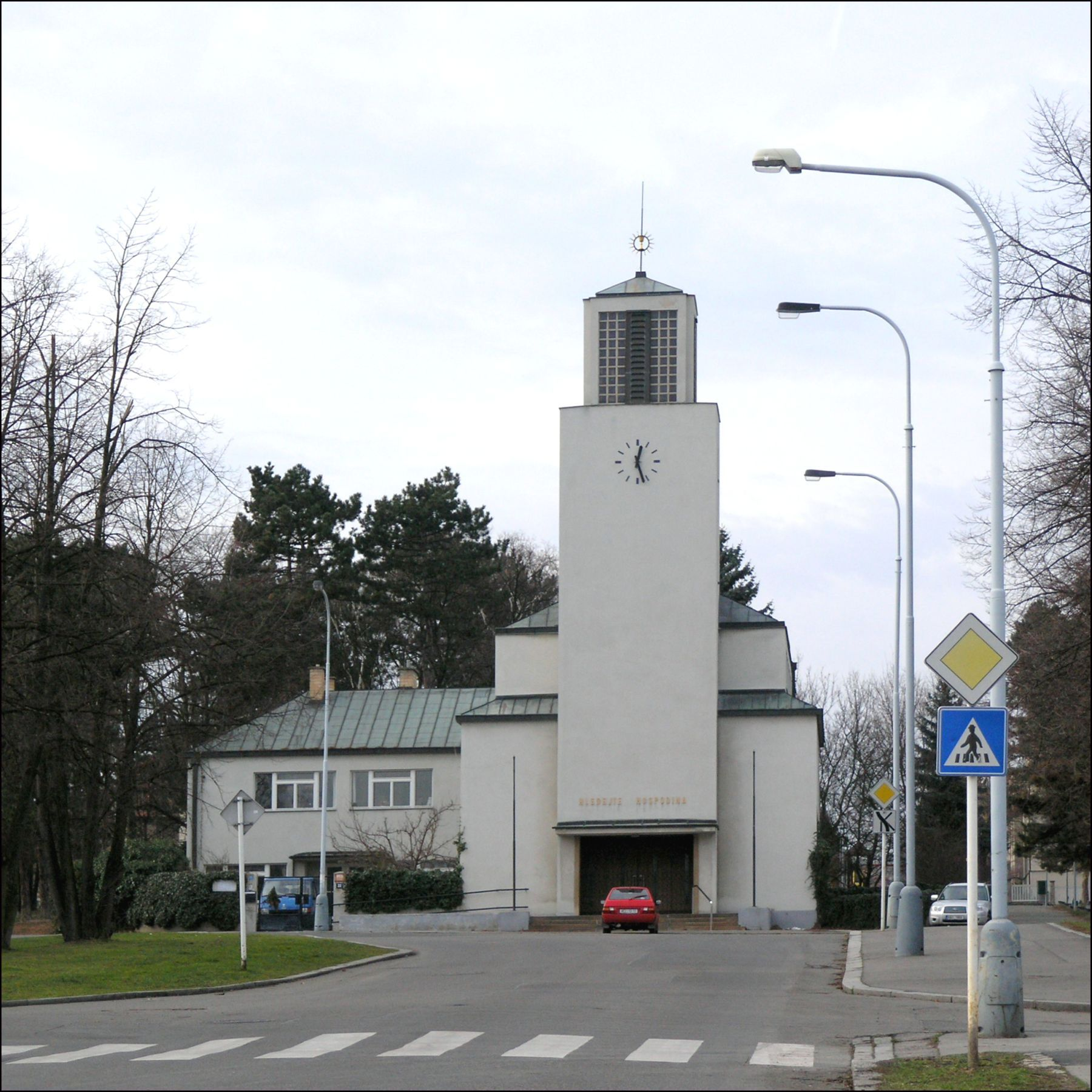
Костел Євангелістської церкви в Стржешовице
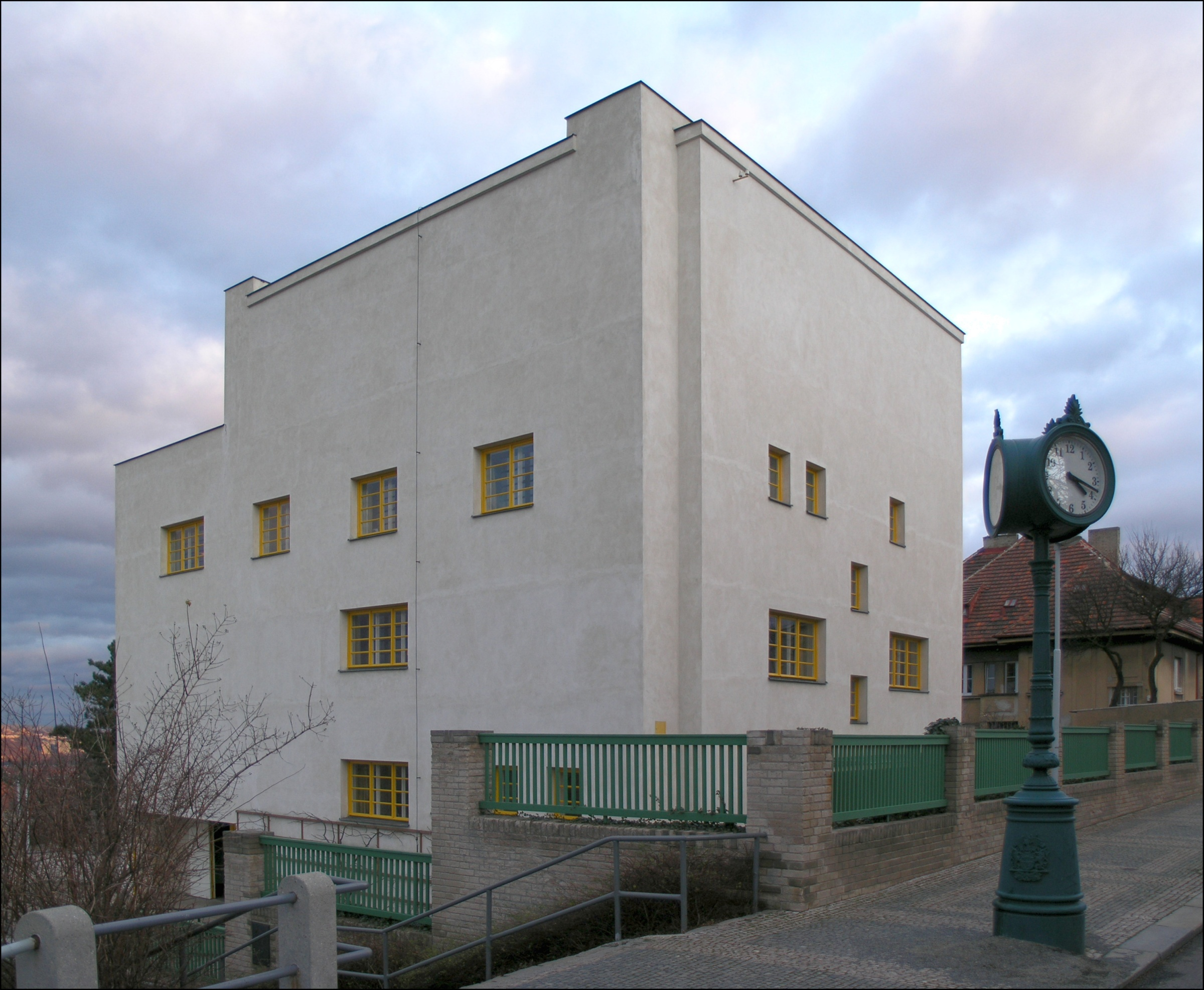
Мюллерова вілла на Оржеховке